# Frank Fahrenhorst
Frank Fahrenhorst est un footballeur né le 24 septembre 1977 à Kamen. Il mesure 1,90 m.

## Biographie
Ce défenseur international allemand commence sa carrière au VfL Bochum en Bundesliga où il s'impose les deux dernières saisons (59 matchs), inscrivant 7 buts la dernière saison, performance honorable pour un défenseur.
Il rejoint en 2004 le champion en titre, le Werder Brême, mais ne joue pas beaucoup puisqu'il n'apparaît qu'à 14 reprises en Bundesliga et à 3 reprises en Ligue des champions.

## Carrière
- 1996-2004 : VfL Bochum  Allemagne
- 2004-2006 : Werder Brême  Allemagne
- 2006-2009 : Hanovre 96  Allemagne
- 2009-2010 : MSV Duisbourg  Allemagne
- 2010-2012 : Schalke 04 II  Allemagne[1]

## Palmarès
- 2 sélections et 0 but avec l'équipe d'Allemagne en 2004